# 경주 사고
경주 사고(racing thoughts)는 조증(mania), 경조증(hypomania), 혼재성 삽화(mixed episode) 등에서 자주 보이는 빠른 사고 패턴을 말한다. 양극성장애와 수면 무호흡증(sleep apnea) 환자에게 흔히 나타나지만, 또한 불안 장애, 강박 장애, 기타 주의력결핍 과잉행동장애(ADHD)와 같은 정신 질환에서도 흔히 나타난다. 또한 경주 사고는 수면 부족, 갑상선 기능 항진증, 암페타민(amphetamine) 사용에서도 나타난다.

## 개요
경주 사고는 배경으로서 경험되거나 의식(consciousness)을 장악할 수 있다. 사고, 음악, 목소리가 서로 관련 없는 것들을 뛰어넘어 가듯이 한 사람의 마음을 휙 하고 지나간다. 또한 관련된 "소리"도 없는 목소리나 압력의 반복적 패턴일 수도 있다. 매우 압도적이고 짜증나게 하는 느낌이며, 시간의 흐름을 놓치게 할 수 있다. 일부의 경우, 또한 그것을 경험하는 사람은 통제 상실이 발생하기 때문에 두려울 수 있다. 잠에 드려 할 때 경주 사고를 경험한다면, 매우 임의적이고 갑작스럽게 떠오르는 사고로 인하여 갑자기 정신이 깨고 놀라며 혼란스러울 것이다.
경주 사고는 개인의 관점에 따라 다양한 형태로 나타난다. 의식되지 않거나 사소한 주의산만(distraction)부터 사고를 유지하게 못하는 심신을 쇠약하게 만드는 스트레스에 이르기까지 다양하다.
보통 경주 사고는 정신이 통제할 수 없을 정도로 임의적인 사고와 기억을 불러일으키고 매우 빠르게 이러한 사고와 기억을 전환하는 삽화를 겪은 사람들을 통하여 설명된다. 하나의 사고가 다른 사고를 불러오기에 이런 사고들 사이에는 연관이 있을 수 있다. 그러나 다른 경우에는 이러한 사고들은 완전히 임의적이다. 경주 사고 삽화를 겪는 사람은 꼬리에 꼬리를 무는 사고(train of thought)를 통제할 길이 없으며 하나의 화제에 집중하지 못하게 하거나 수면을 방해한다.

## 관련 증상
경주 사고의 원인은 대부분 불안장애(anxiety disorder)와 관련 있지만, 많은 것들이 영향을 끼칠 수 있다. 또한 불안 장애 이외에도 관련 증상도 많은데, 경주 사고를 일으키는 것과 부차적으로 관련 있는 것들로 분류될 수 있다. 가장 흔히 경주 사고와 연관되는 증상으로는 양극성 장애, 불안 장애, 주의력결핍 과잉행동장애, 수면 부족, 암페타민 의존증, 갑상선 기능 항진증이 있다.

### 불안 장애
불안 장애 종류로 인한 경주 사고는 강박장애(OCD), 공황장애, 범불안장애(generalized anxiety disorder), 외상후 스트레스 장애(PTSD) 등 여러 증상에 의해 발생한다.
강박장애 환자에게 경주 사고는 스트레스 유발자나 촉발자에 의해 야기되며, 환자에게 동요를 일으키는 사고를 가져다 준다. 그 결과, 스트레스를 낮추고 스트레스를 야기하는 경주 사고에 대한 통제력을 획득하기 위하여, 이런 동요적 사고는 충동(compulsion)을 특성으로 하는 강박 장애를 야기한다.
공황장애는 공포나 긴장의 공황발작(panic attack)이 반복되어 수 분 동안 지속되는 것을 특성으로 한다. 공황발작 동안, 상황에 비하여 반응이 과도하게 크다. 경주 사고는 재앙적이고 강렬하게 느껴질 것이지만, 이때 경주 사고는 공황발적 증상이며 공황을 안정시키고 공황발적을 최소화하기 위하여 통제되어야 한다.
범불안장애는 비합리적이거나 이치에 맞지 않은 주제나 문제에 대하여 통제할 수 없을 정도로 과도한 걱정을 하는 신경학적 불안장애이다. 범불안장애 진단을 위해서는 이러한 스트레스를 야기하는 사고가 최소한 6개월 동안 보여야 한다. 다른 증상들과 함께 경주 사고는 가장 흔한 증상 중 하나이다. 범불안장애와 더불어, 마음을 완화하거나 사고 및 걱정이 사라지게 하는 능력이 부재하며, 결과에 비하여 사소한 걱정거리에 대하여 지속적인 걱정과 강박을 보이며, 심지어 자신의 과도한 걱정을 걱정하기도 한다.

### 양극성장애
경주 사고는 양극성장애에 의해 야기될 수도 있다. 양극성장애는 감정적 고양 상태(emotional high)와 조증에서부터 심각한 우울에 이르기까지 기분 불안정성으로 정의된다. 경주 사고는 양극성장애의 조증 상태에서 흔히 발생한다. 기본적인 주제 없이 연결 지점 없고 지속적으로 바뀌는 사고는 양극성장애의 조증 단계의 신호일 수이다. 조증 사고는 급작스럽고 중심 없으며 압도적인 특성 때문에 일상 루틴의 수행을 방해할 수 있다. 양극성장애 환자의 경주 사고는 이 장애 관련 다른 증상과 동반된다.

### 암페타민
암페타민(amphetamine)은 중추신경계를 자극하는 각성제로 사용되며, 심박 및 혈압 증진과 식욕 저하를 보이게 한다. 암페타민은 각성제이기 때문에 양극성장애의 조증 단계와 유사한 상태를 야기하며, 상술한 증상과 유사한 증상을 낳는다.

### 주의력결핍 과잉행동장애(ADHD)
성인에게 있어 ADHD로 인한 경주 사고는 가장 흔하게 나타난다. ADHD에 있어 경주 사고는 발생할 수 있고 불면증을 일으킬 수 있다. ADHD 환자의 경주 사고는 어떠한 패턴도 따르지 않으며 양극성장애 환자의 경주 사고와 유사한 빠르고 불안정한 사고의 경향을 보인다. 애더럴(Adderall)이나 메틸페니데이트(Methylphenidate)와 같은 ADHD 치료약은 경주 사고를 진정시키기 위하여 ADHD 환자에게 처방될 수 있으며, 흔히 아침에 일어날 때와 저녁에 잠들기 전에 복용한다.

### 수면 부족
"경주 마음(racing mind)"이라고도 하는 경주 사고는 수면을 방해할 수 있다. 만성 수면 무호흡증과 지속적으로 불안한 수면 패턴 역시 경주 사고를 야기할 수 있다. 수면 무호흡증과 폐색성 기도 질환(obstructive airway disorder) 치료는 공기 흐름과 수면의 질을 향상시킬 수 있고, 뇌기능과 렘(REM) 기능을 향상시키고 경주 사고 패턴을 경감시키는 결과를 가져다 준다.

### 갑상선 기능 항진증
갑상선 기능 항진증(hyperthyroidism)은 갑상선이 갑상선 호르몬인 티록신(thyroxin)을 과도하게 분비하는 증상이다. 티록신 과잉 분비는 불규칙하고 급박한 심박, 짜증, 체중 감소, 초조, 불안, 경주 사고를 야기한다. 불안과 집중력 저하는 갑상선 기능 항진증에서 매우 흔하며, 경주 사고뿐만 아니라 공황발작과 집중력 저하를 야기한다.

## 빈도
미국에서 가장 흔한 정신병인 불안 장애는 4천만명이 앓고 있으며, 10세에서 노년층까지 다양하다. 미국 전체 인구의 18%가 이 병을 앓고 있다. 불안장애를 앓는 사람들 대부분은 경주 사고 증상을 보이기도 한다.
문화권마다 강박장애 발병율은 인구의 최소 2%에 해당하며, 대다수는 강박증이나 경주 사고를 가지고 있다. 이 보고에 따라, 2000년 현재 200만 명 이상의 미국인이 경주 사고를 앓고 있다.

## 같이 보기
- 무드 스윙(Mood swing)
- 사고 비약
- 사고 억제
- 사고 장애
- 수면 무호흡증
- 언어압박
- 자기은폐
- 조증
- 충동 통제 장애
- 침투적 사고
- 타키사이키아(Tachypsychia)
- 혼합 감정 상태(Mixed affective state)

## 참고문헌
1. ↑  “Amphetamines”. 2008년 7월 21일에 원본 문서에서 보존된 문서.
2. ↑  “Hypothyroidism: Symptoms and Treatments of Hypothyroid Disease - Part 1: Introduction, Causes, and Symptoms of Hypothyroidism”. 2014년 11월 12일에 원본 문서에서 보존된 문서. 2014년 11월 11일에 확인함.
3. ↑  “How to Stop Racing Thoughts From Anxiety”. 《calmclinic.com》. Calm Clinic. 2014. 2014년 11월 11일에 원본 문서에서 보존된 문서. 2014년 11월 7일에 확인함.
4. ↑  Fraser, Michael (2014). “Obsessive Compulsive Disorder”. 《Michael Fraser, Ph.D.》. TherapySites. 2014년 11월 29일에 원본 문서에서 보존된 문서. 2014년 11월 11일에 확인함.
5. ↑  Katz, Marina (2012년 2월 20일). “Panic Disorder”. 《webMD》. webMD. 2014년 11월 11일에 원본 문서에서 보존된 문서. 2014년 11월 11일에 확인함.
6. ↑  Tartakovsky, Margarita (2011). “How to Halt and Minimize Panic Attacks”. 《PsychCentral》. PsychCentral. 2014년 11월 29일에 원본 문서에서 보존된 문서. 2014년 11월 11일에 확인함.
7. ↑  Torpy, Janet M.; Burke, AE; Golub, RM (2011). “Generalized Anxiety Disorder”. 《JAMA》 305 (5): 522. doi:10.1001/jama.305.5.522. PMID 21285432.
8. ↑  Mayo Clinic Staff (2014년 9월 25일). “Generalized Anxiety Disorder”. 《MayoClinic》. Mayo Foundation for Medical Education and Research. 2014년 11월 11일에 원본 문서에서 보존된 문서. 2014년 11월 11일에 확인함.
9. ↑  “What is bipolar disorder?”. 《National Institute of Mental Health》. NIH. 2014. 2018년 8월 5일에 원본 문서에서 보존된 문서. 2014년 11월 11일에 확인함.
10. ↑  Frye, Mark (2009년 5월 31일). “Racing thoughts can be sign of mood, anxiety disorder”. 《Chicago Tribune》. Mayo Clinic. 2014년 11월 19일에 원본 문서에서 보존된 문서. 2014년 11월 11일에 확인함.
11. ↑  “Amphetamine”. 《drugs.com》. Cerner Multum. 2009년 4월 12일. 2014년 11월 11일에 원본 문서에서 보존된 문서. 2014년 11월 11일에 확인함.
12. ↑  Keedle, Jayne (2010년 10월 30일). “ADHD Can Affect Adults Too”. 《timesunion》. Hearst Newspapers. 2014년 11월 29일에 원본 문서에서 보존된 문서. 2014년 11월 11일에 확인함.
13. ↑  Quinn, Patricia (2014년 5월 10일). “ADHD Medication Chart”. 《WebMD》. 2014년 11월 16일에 원본 문서에서 보존된 문서. 2024년 1월 16일에 확인함.
14. ↑  Vega, Charles (2008년 3월 26일). “Stimulant Improves Sleep in Adult With ADHD”. 《Medscape》. Medscape. 2019년 10월 13일에 원본 문서에서 보존된 문서. 2019년 8월 7일에 확인함.
15. ↑  “Hyperthyroidism (overactive thyroid)”. 《MayoClinic》. Mayo Foundation for Medical Education and Research. 2014. 2014년 11월 12일에 원본 문서에서 보존된 문서. 2014년 11월 11일에 확인함.
16. ↑  Jamrog, Karen A. (May 2013). “Treating and Understanding Thyroid Disease”. 《nhmagazine》. McLean Communications. 2014년 11월 29일에 원본 문서에서 보존된 문서. 2014년 11월 11일에 확인함.
17. ↑  “Facts & Statistics”. 《Anxiety and Depression Association of America》. ADAA. 2014. 2014년 10월 26일에 원본 문서에서 보존된 문서. 2014년 11월 10일에 확인함.
18. ↑  Baer, Lee (2001). 《The Imp of the Mind: Exploring the Silent Epidemic of Obsessive Bad Thoughts》. New York: Dutton. ISBN 0-525-94562-8.